# Auguste Dumont (sculpteur)
Pour les articles homonymes, voir Auguste Dumont et Dumont.
Augustin Alexandre Dumont, dit Auguste Dumont, né à Paris le 4 août 1801 et mort dans la même ville le 28 janvier 1884, est issu d'une longue lignée de sculpteurs, et lui-même sculpteur français et académicien, élu à 37 ans à l'Académie des Beaux-Arts, en 1838.

## Biographie

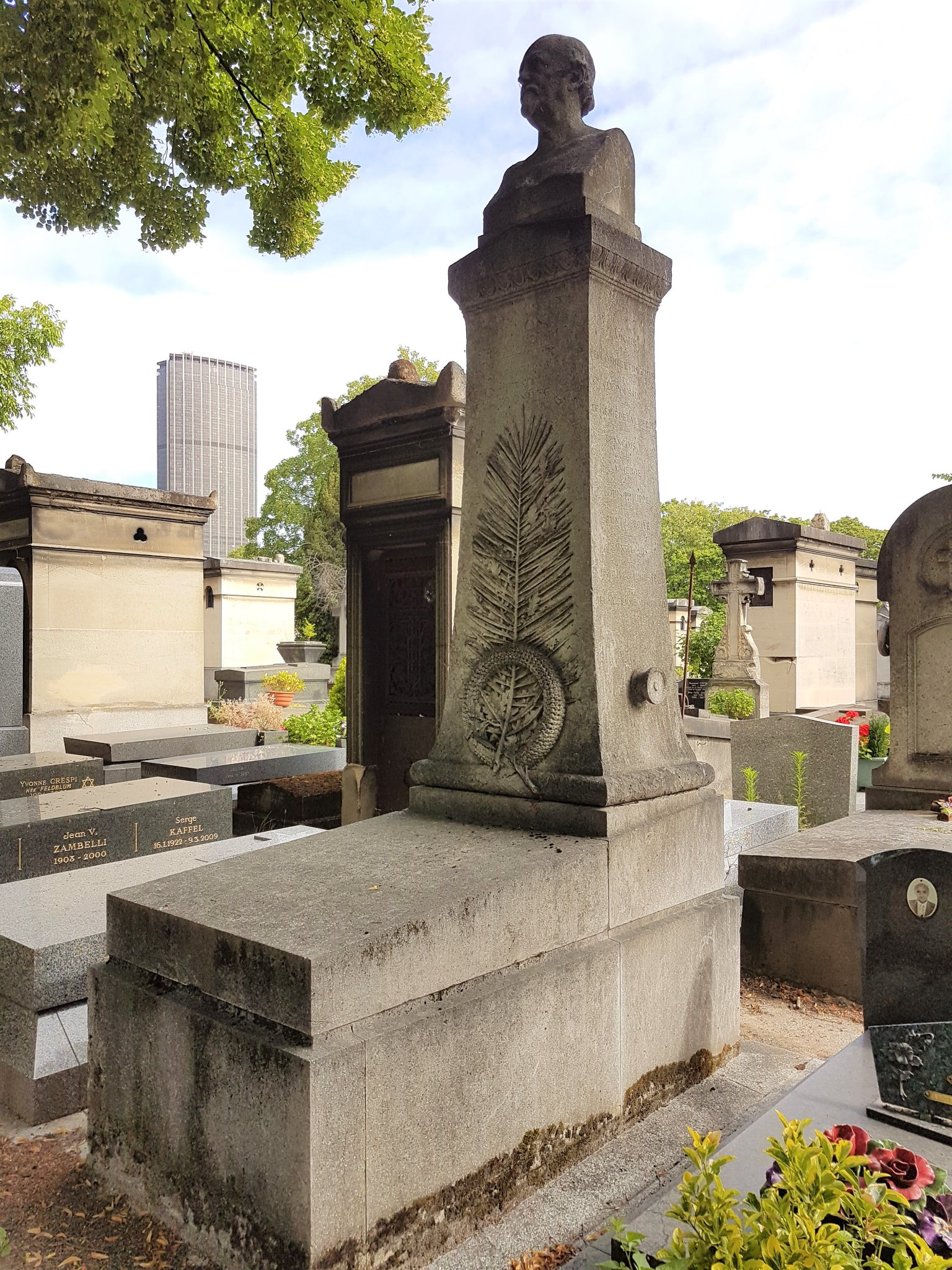
Sépulture au cimetière du Montparnasse.

### Années de formation
Auguste Dumont est le fils du sculpteur Jacques-Edme Dumont (1761-1844) et de Marie-Élisabeth-Louise Curton. Dernier sculpteur d'une lignée qui compta cinq générations, il est le frère de la compositrice Louise Farrenc (1804-1875). Marié à près de 80 ans, il reste sans postérité ; sa veuve se remarie alors à l'architecte Léon Ginain.
Élève de Pierre Cartellier, Dumont remporte le grand prix de Rome en sculpture à 22 ans en 1823, ex æquo avec Francisque Duret, avec un bas-relief ayant pour sujet Évandre pleurant sur le corps de son fils Pallas. Il se rend par conséquent en Italie avec Francisque Duret et fait plusieurs envois : Jeune Faune jouant de la flûte, Alexandre étudiant pendant la nuit, l'Amour tourmentant l'âme sous la forme d'un papillon, Leucothée, Bacchus et un buste de Pierre Guérin. Il rentre à Paris en 1832.

### Carrière artistique
Il est l'auteur, à Paris, de la copie de la statue Napoléon en César (1863) d'Antoine-Denis Chaudet qui surmonte la colonne de la place Vendôme, et du Génie de la Liberté (1835) surmontant la colonne de Juillet de la place de la Bastille.
Élu à l'Institut de France le 21 juillet 1838, il enseigne à l'École des beaux-arts de 1853 à sa mort.
Auguste Dumont meurt le 28 janvier 1884 en son domicile, au 25 quai Conti dans le 6e arrondissement de Paris. Il est inhumé au cimetière du Montparnasse (10e division).

## Œuvres dans les collections publiques
Gênes (Italie)
- Musei di Strada Nuova, Palazzo Rosso: 
  - Andrea De Ferrari, buste en marbre ;
  - Maria Brignole-Sale De Ferrari, buste en marbre ;
  - Leucotea, 1865, statue en marbre ;
  - Antonio Brignole-Sale, 1866, buste en marbre ;

- Amiens, musée de Picardie : L'Amour tourmentant l'âme (1877) ;
- Auxerre et phare d'Eckmühl : Le Maréchal Davout, bronze, Thiébaut fondeur, 1866
- Montbard, statue en bronze de Georges-Louis Leclerc de Buffon, 1865 au parc Buffon, cachée pendant l'occupation, replacée en 2007 place Henri Vincenot, devant la gare[7].
- Paris :
  - barrière du Trône, au sommet de l'une des colonnes : Philippe Auguste, statue en bronze ;
  - cimetière du Père-Lachaise : La Sagesse, statue ornant la tombe de Pierre Cartellier, face latérale droite ;
  - colonne de Juillet : Le Génie de la Liberté, 1835, statue colossale en bronze doré ;
  - colonne Vendôme : Napoléon Ier en empereur romain, 1863 (restaurée en 1875), statue en bronze au sommet de la colonne, copie de la première statue par Antoine-Denis Chaudet, détruite ;
  - église de la Madeleine, péristyle, à droite de la façade : Sainte Cécile, statue en pierre ;
  - hôtel des Invalides : Eugène de Beauharnais, 1814[Information douteuse], statue en bronze ;
  - jardin du Luxembourg : Blanche de Castille, statue en pierre, de la série des Reines de France et Femmes illustres ; plâtre original au musée de Semur-en-Auxois
  - musée du Louvre :
    - Le Ciseleur, vers 1867, statuette, terre cuite[8] ;
    - Le Forgeron, ou L'Architecture, 1867, statuette, terre cuite[9] ;
    - Gloire et immortalité (vers 1854 - 1855), haut-relief, plâtre ;
    - Le Génie de la Liberté, dit Le Génie de la Bastille, statue, bronze, le modèle est présenté au Salon de 1836[10] ;
    - Projet de fronton pour le Pavillon Lesdiguières du palais du Louvre, haut-relief, plâtre.

  - palais Brongniart, angle droit de la façade principale : Le Commerce, 1851, statue en pierre ;
  - palais de Justice, rue de Harlay : La Prudence et La Vérité, statues de la façade occidentale ;
  - palais du Luxembourg, hémicycle du Sénat : Saint Louis, 1846, statue en pierre.
  - place Voltaire, actuelle place Léon-Blum : Eugène Bonaparte, retirée à la chute du Second Empire[11].
- Semur-en-Auxois, musée de Semur-en-Auxois : 
  - La Coquetterie, 1843, marbre[12].
  - Jeune femme, plâtre
  - Le Maréchal Davout, Prince d'Eckmuhl
- Périgueux, Le Maréchal Bugeaud d'Isly (1784-1849), bronze en pied sur stèle, 1853.
- Versailles, château de Versailles :
  - Louis-Philippe Ier, roi des Français (1773-1850), 1838, marbre[13] ;
  - Louis-Philippe Ier, roi des Français (1773-1850), plâtre ;
  - Portrait de Jean d'Aumont, maréchal de France (mort en 1595), 1838, buste en plâtre ;
  - Baron Alexandre de Humboldt, naturaliste (1769-1859), 1870, marbre ;
  - François Ier, roi de France (1494-1547), 1839, marbre ;
  - Nicolas Poussin, marbre ;
  - Louis Gabriel Suchet, duc d'Albuféra, maréchal de l'Empire (1770-1826), marbre ;
  - Portrait de Jacques Lazare Savettier de Candras, baron de La Tour du Pré, général de brigade (1768-1812), 1846, buste en plâtre ;
  - Louis Ier de Bourbon, prince de Condé (1530-1569), 1846, plâtre ;
  - Portrait d'Élizabeth-Philippine de France, dite Madame Élizabeth, sœur de Louis XVI (1764-1794), 1843, buste en plâtre ;
  - Thomas-Robert Bugeaud de la Piconnerie, duc d'Isly, maréchal de France (1784-1849) (1853), marbre[14] ;
  - Philippe II dit Philippe-Auguste, roi de France (1165-1223), 1843, plâtre.

## Galerie

Œuvres d'Augustin-Alexandre Dumont
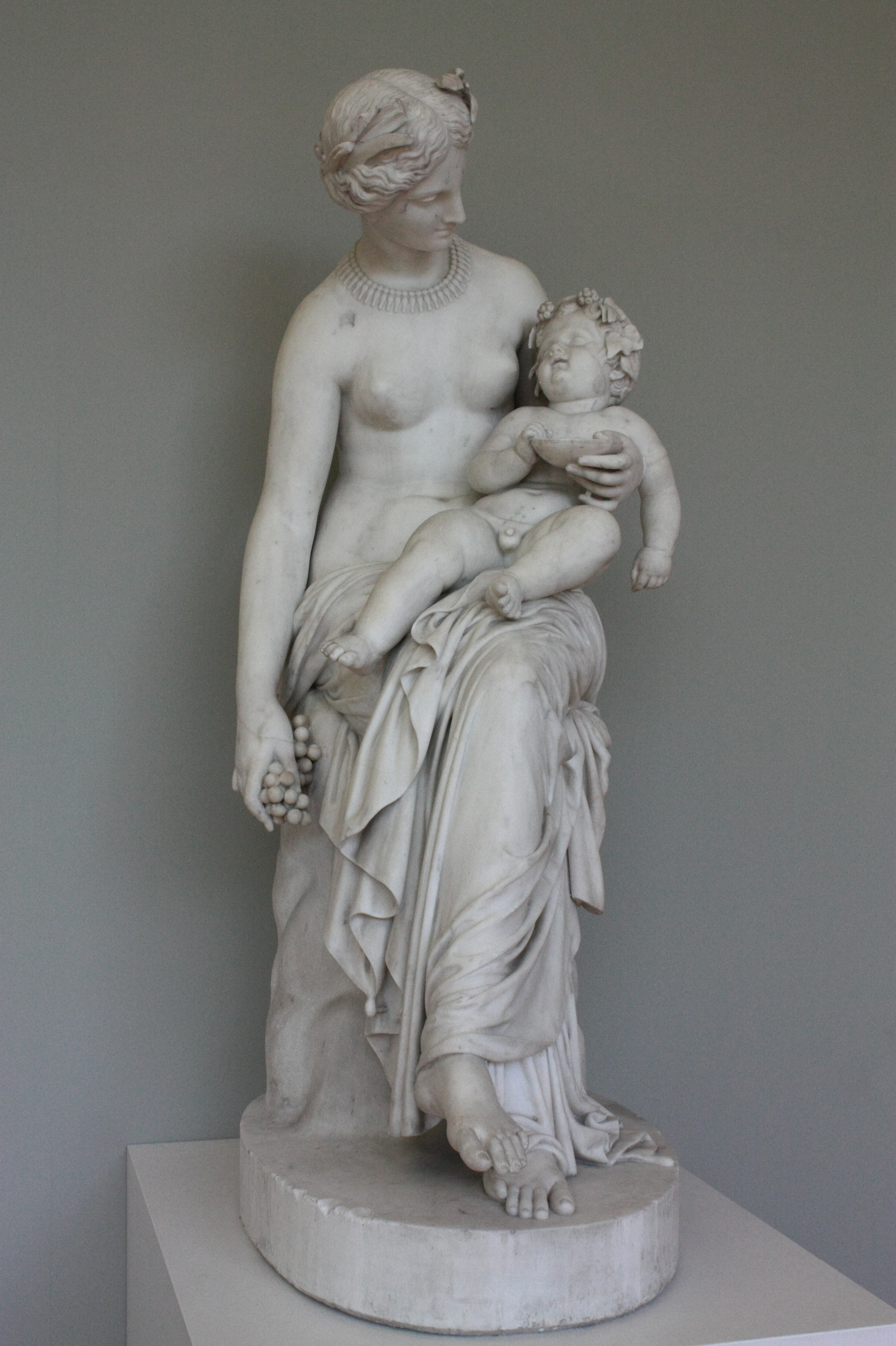
Leucothoé et Bacchus, marbre, 1829, musée de Grenoble.
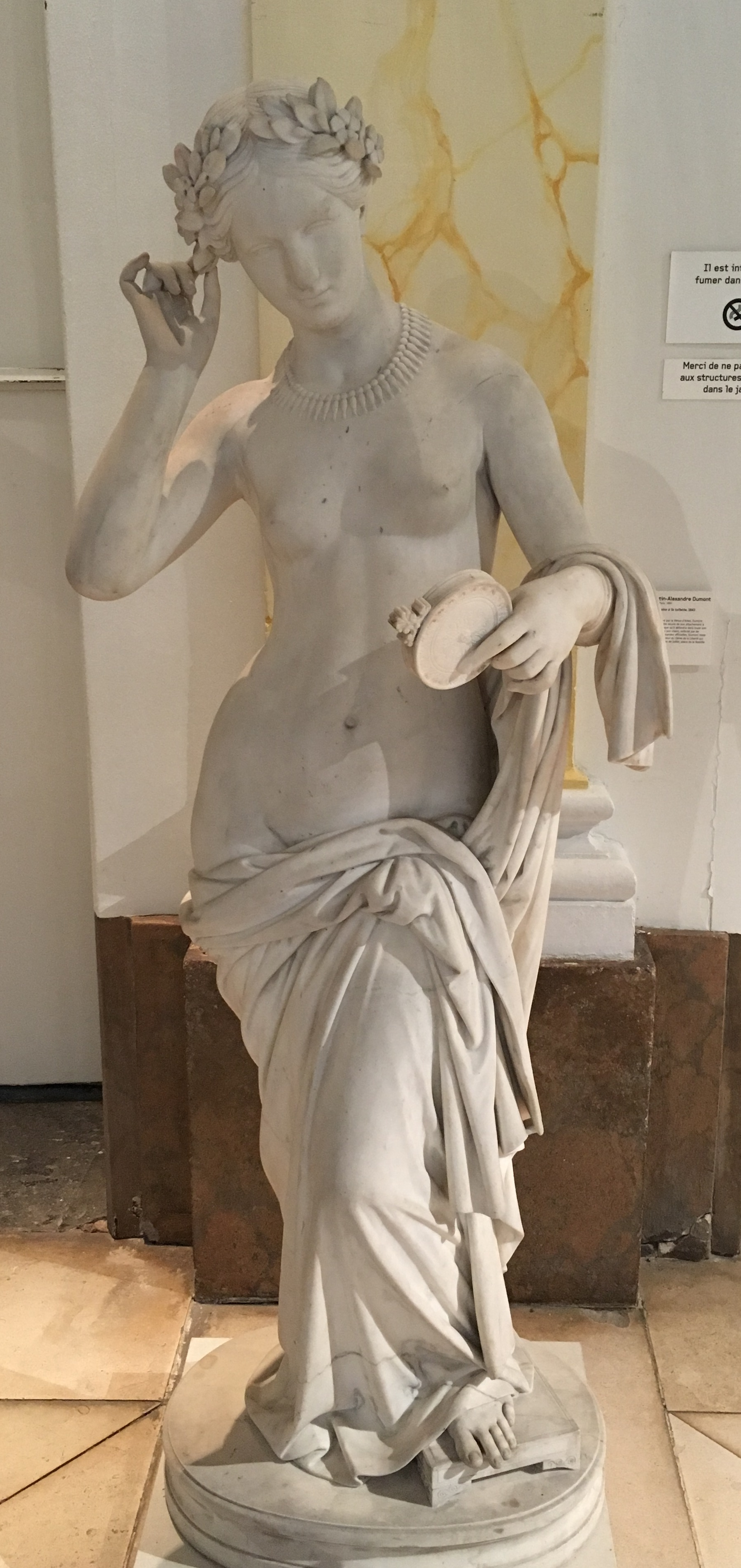
Jeune romaine à la toilette, marbre, musée des Beaux-Arts de Nancy.
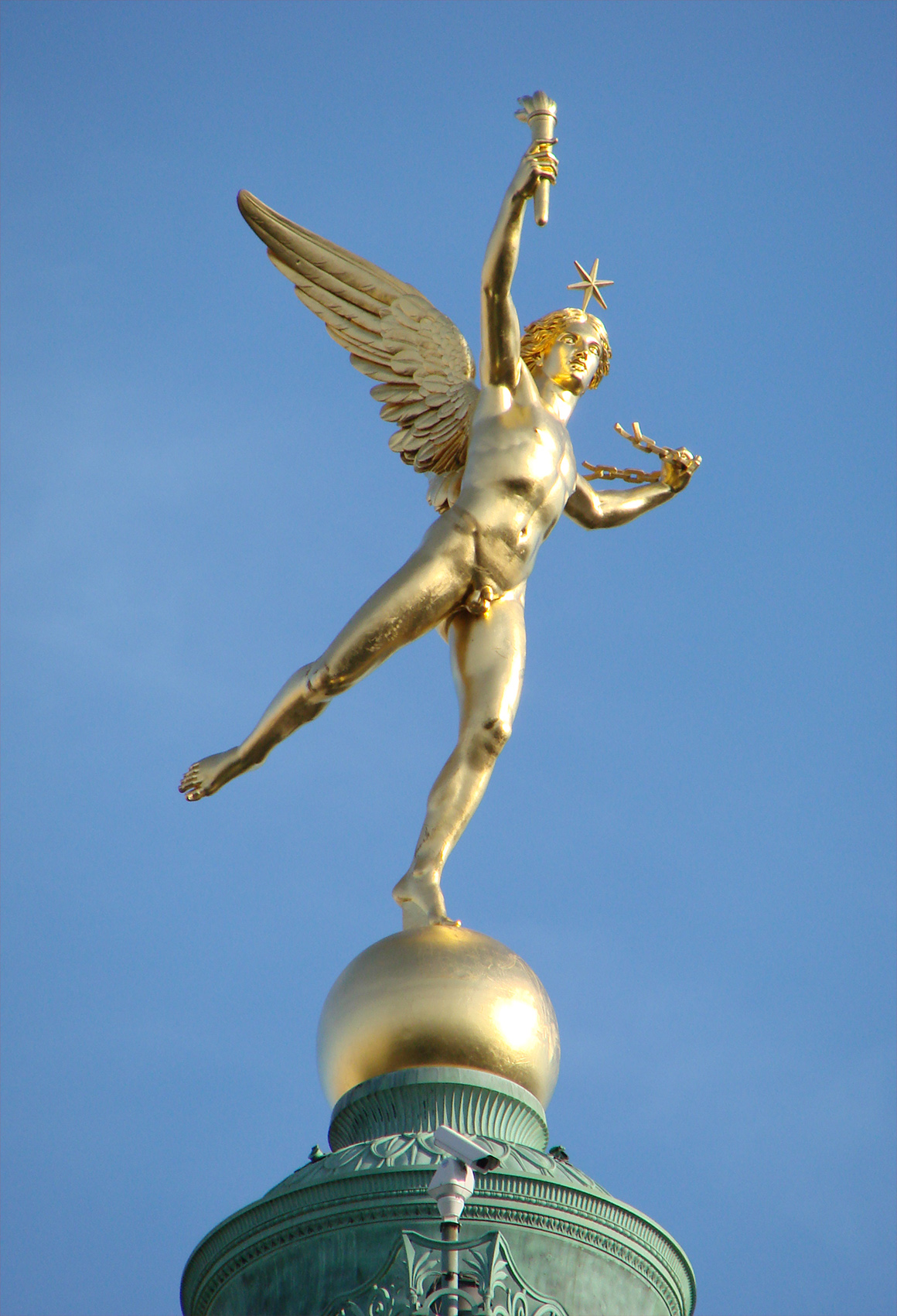
Le Génie de la Liberté (1835), bronze doré, au sommet de la colonne de Juillet à Paris.
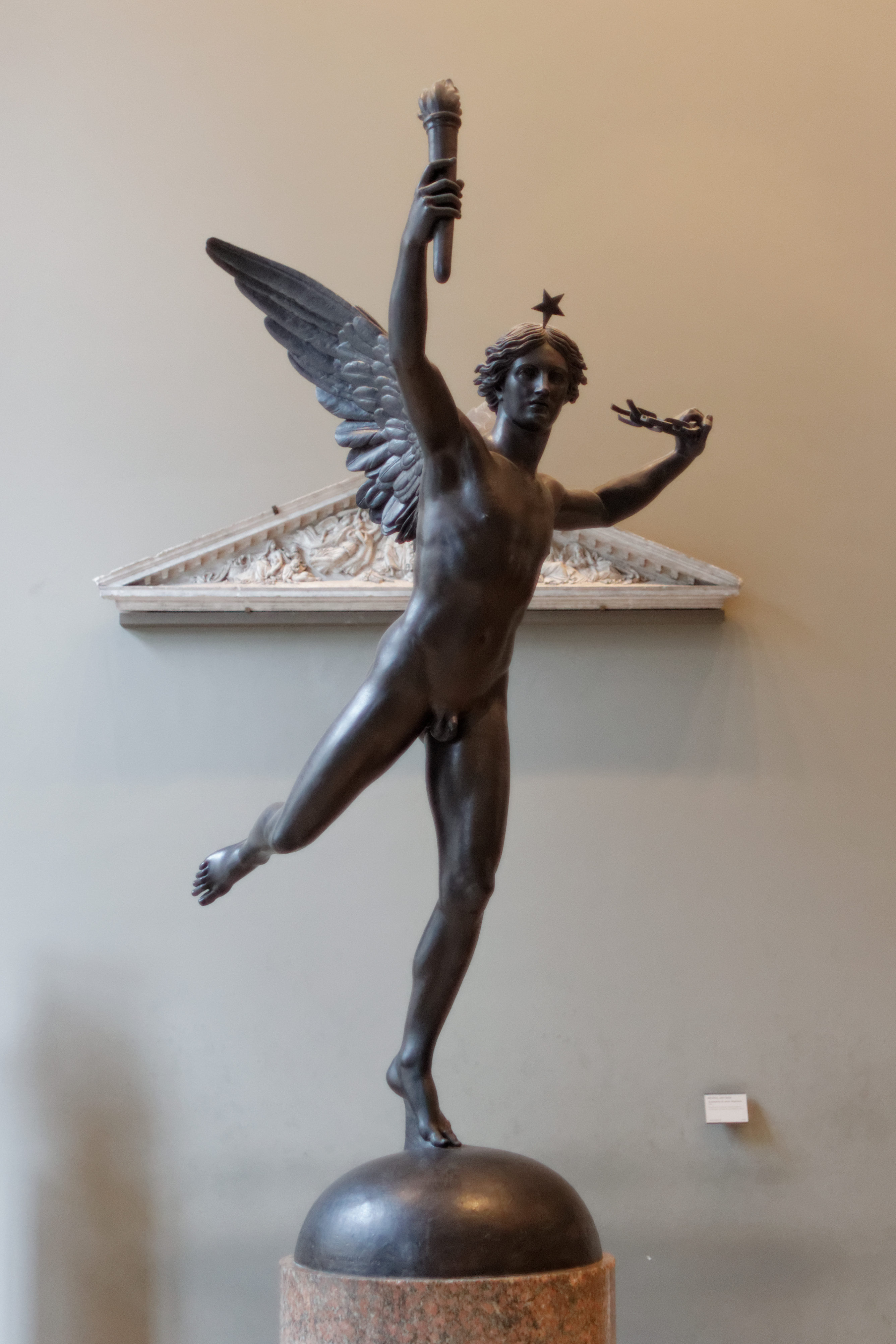
Le Génie de la Liberté, fonte Thiébaut Frères de 1885, musée du Louvre.
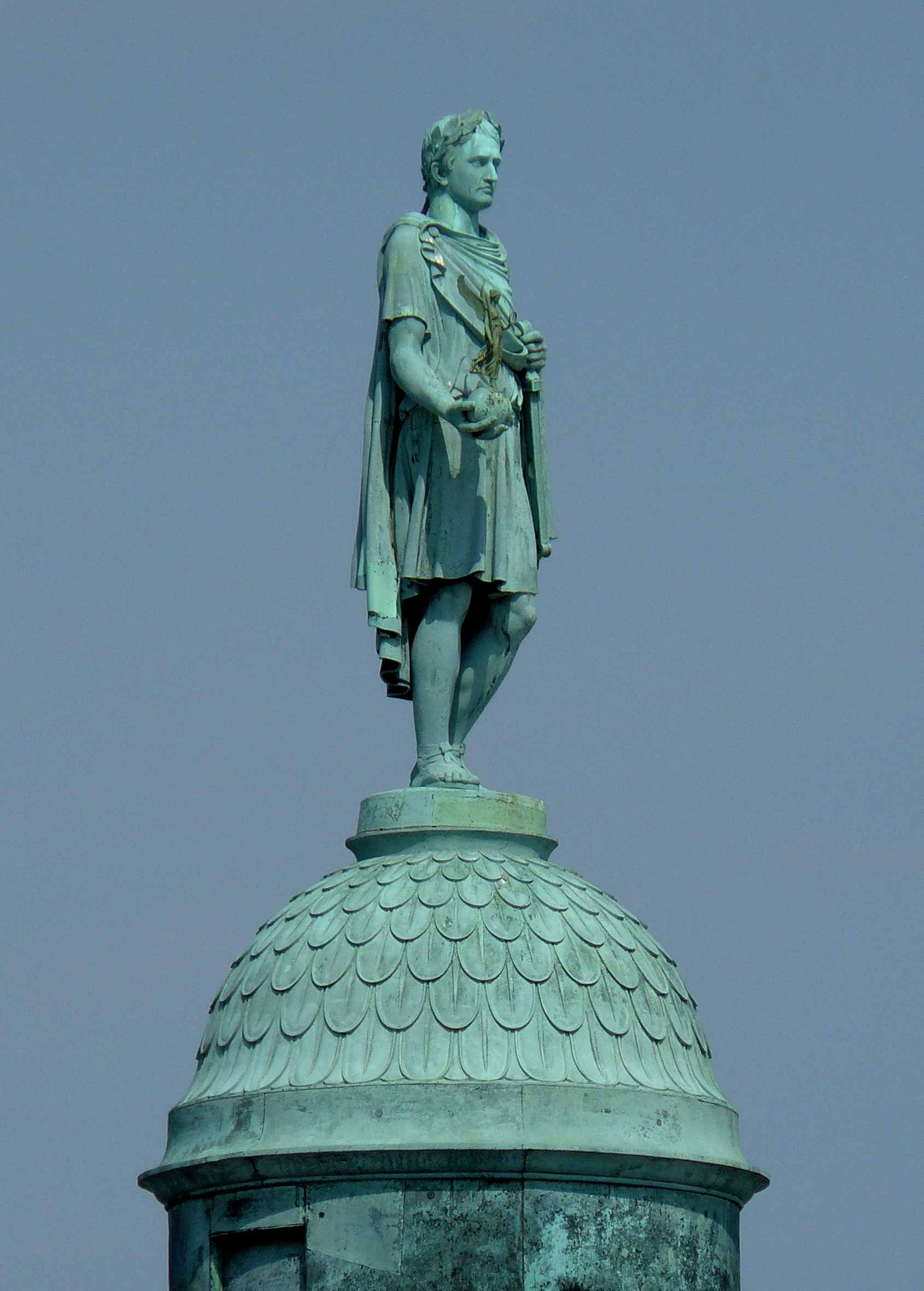
Napoléon Ier en empereur romain (1863), d'après Antoine-Denis Chaudet, Paris, colonne Vendôme.
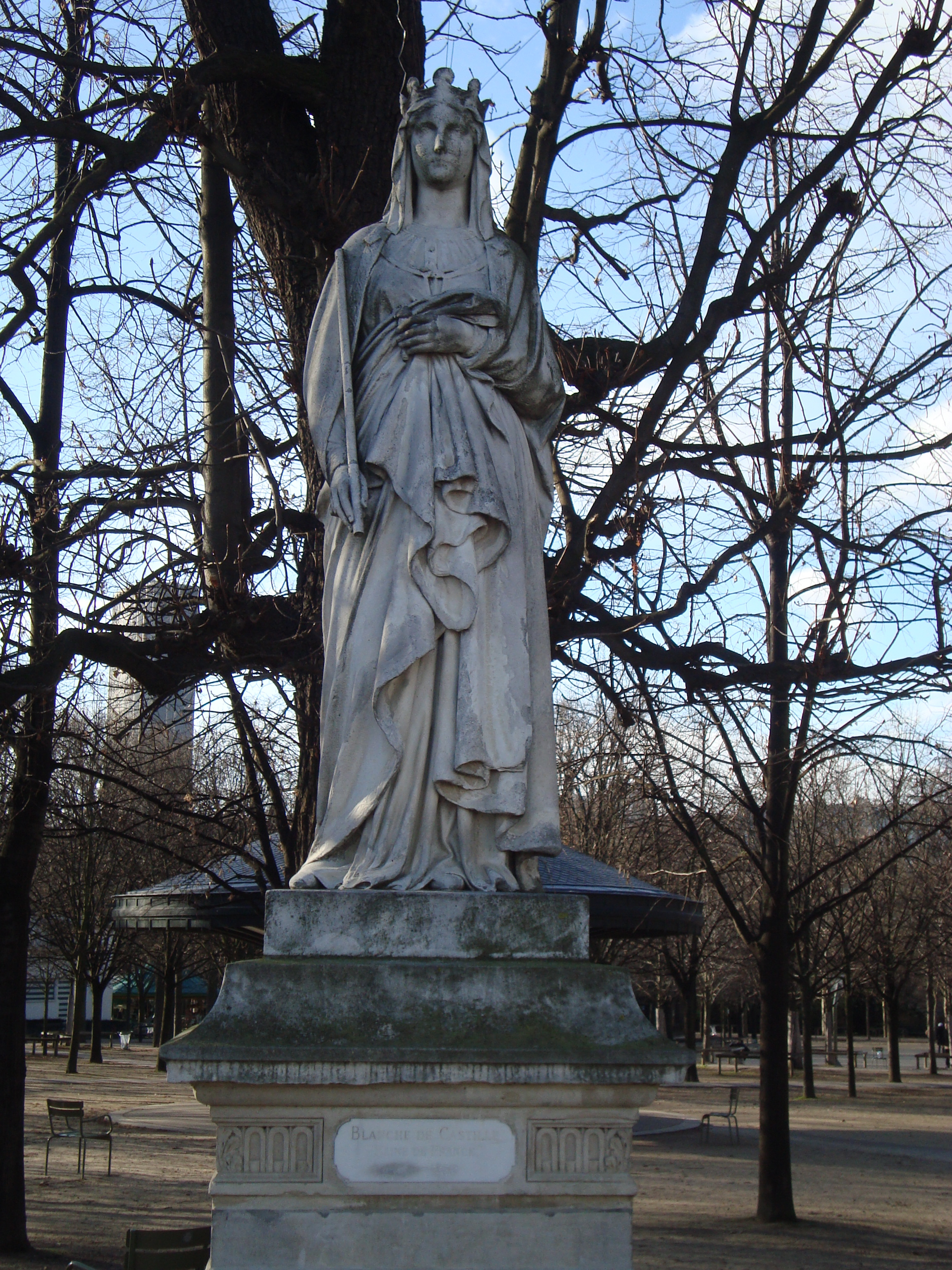
Blanche de Castille[15], Paris, jardin du Luxembourg.
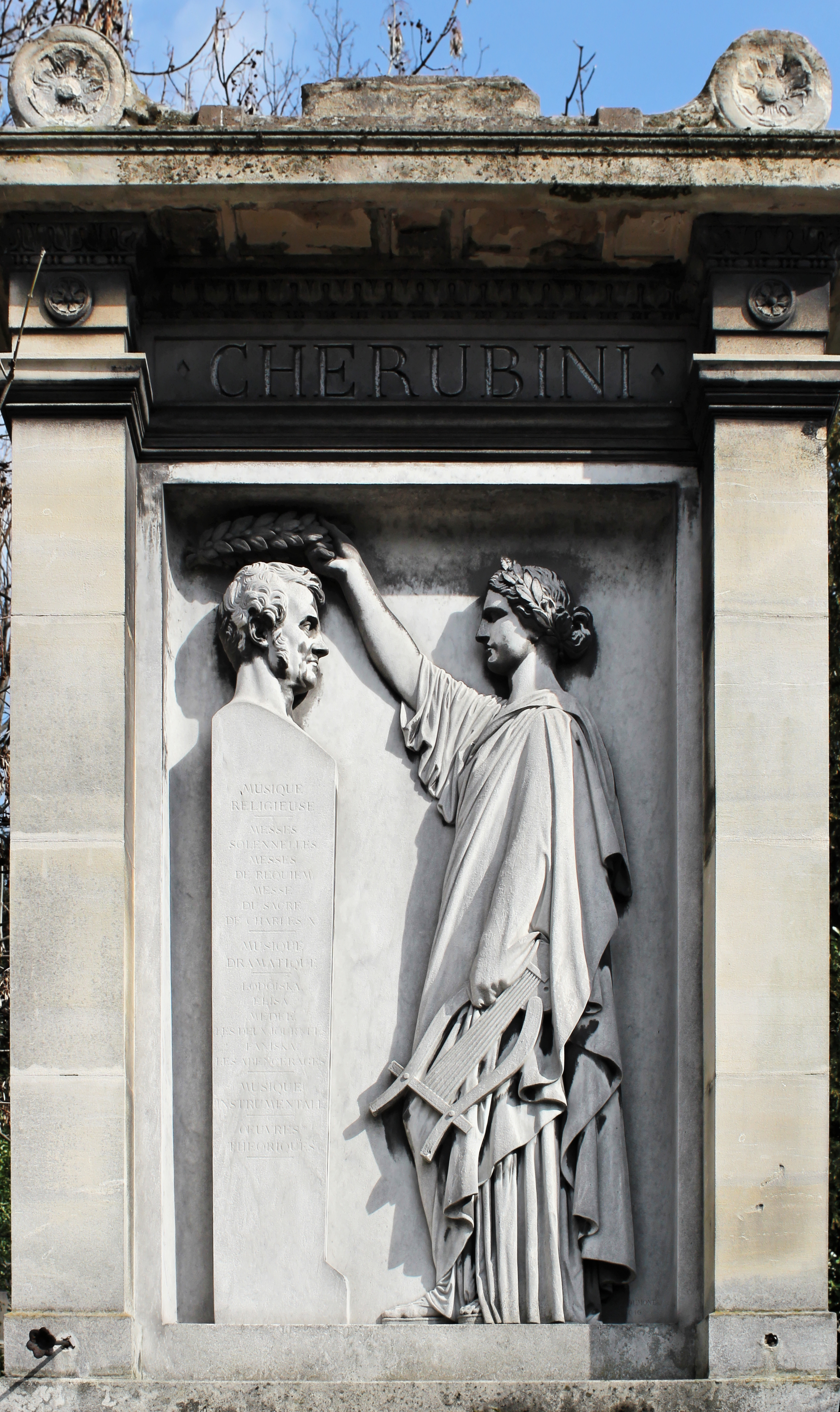
Tombe de Cherubini, cimetière du Père-Lachaise, 1846.
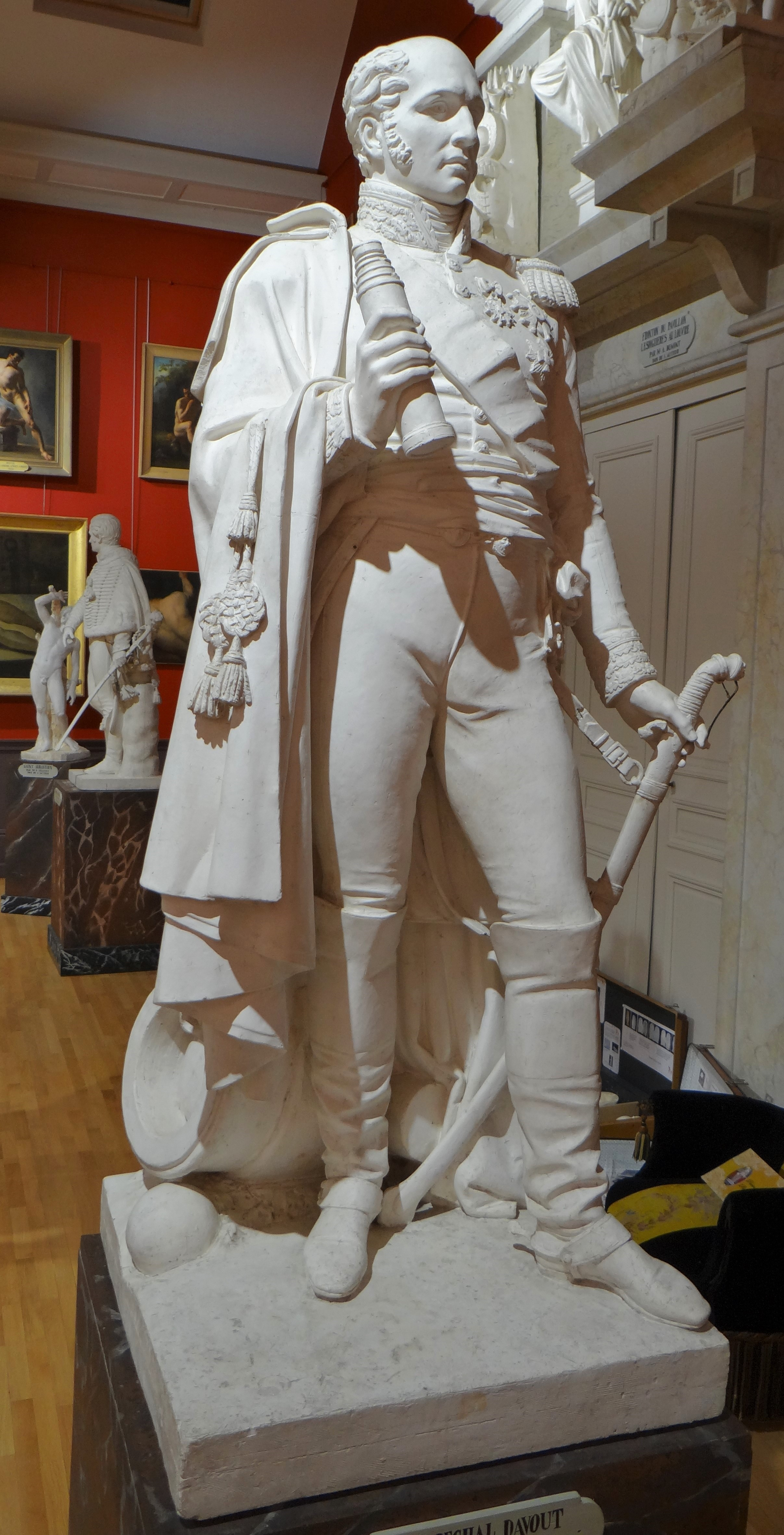
Le Maréchal Davout, Prince d'Eckmuhl, Musée de Semur-en-Auxois
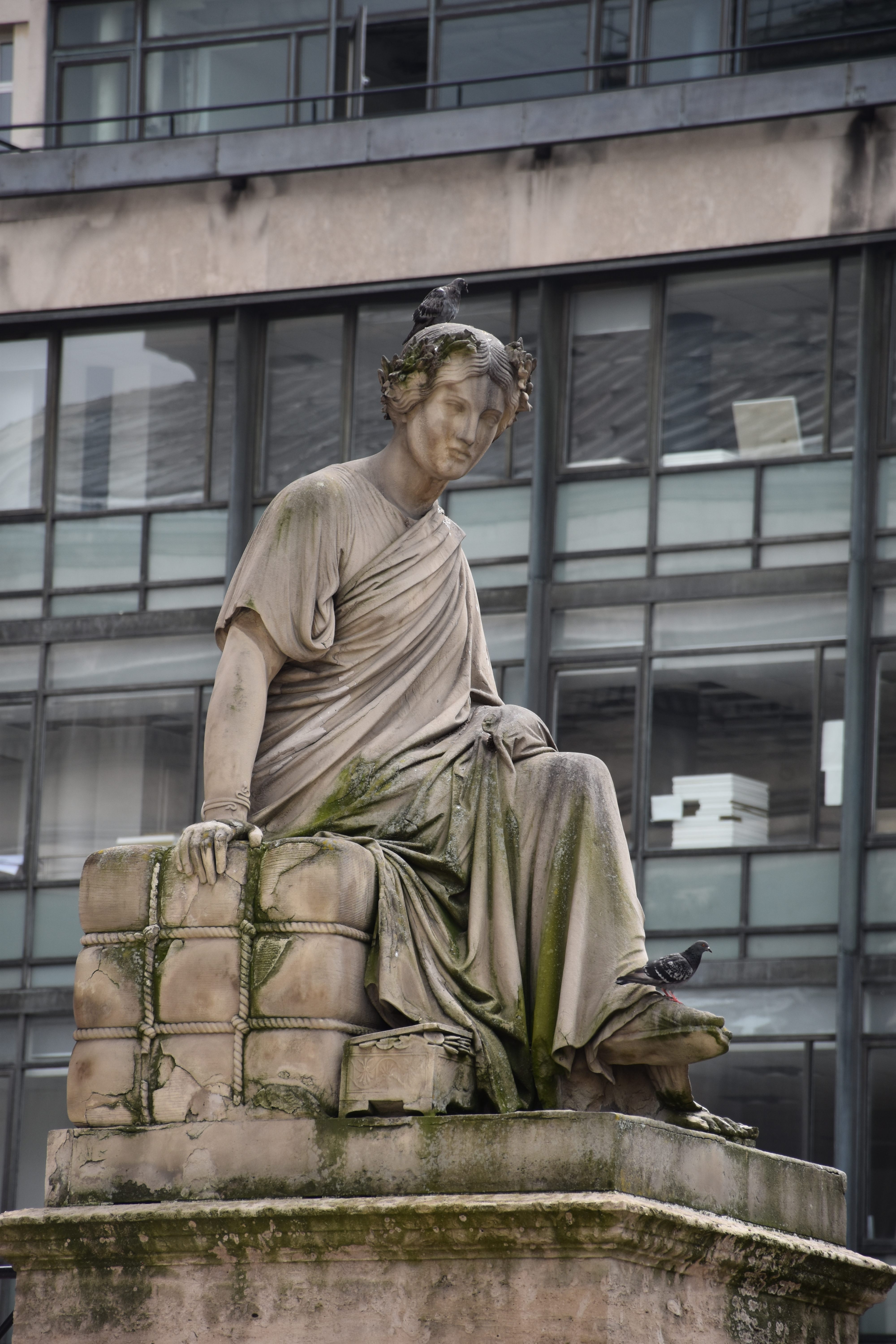
Le Commerce (1851), Paris, palais Brongniart

## Élèves
- Paul-Eugène-Victor Bacquet (1848-1901)
- Auguste Bardey (1838-1876)
- Michel Léonard Béguine (1855-1929), en 1871 ;
- Charles-Marie-Jean-Baptiste Bersou (1849-1884) ;
- Hélène Bertaux, dite Mme Léon Bertaux (1825-1909) ;
- Guillaume Bonnet (1820-1873) ;
- Paul-Auguste-Sylvaire Bonnifay (1814-1885)
- Alfred Boucher (1850-1934), en 1869 ;
- Léon Breuil (1826-1901) ;
- Paul-Gabriel Capellaro (1862-1956), premier prix de Rome en 1886 ;
- Jean-Joseph Carriès (1855-1894), en 1874 ;
- Jean-Joseph Coupon
- Aristide Croisy (1840-1899), de 1857 à 1863 ;
- Marius Gabriel Coquelin (1851-1927) élève vers 1871, en 1875 obtient une 3e médaille ;
- Constantin-Alfred Charles.
- Louis Cosme Demaille (1837-1906), médaillé en 1886 ;
- Alphonse Dumilatre (1844-1928) ;
- Nicolas-Constant Cadé (1846-1887) professeur à l'école des Beaux-Arts de Besançon ;
- Hippolyte Marius Galy (1847-1929) ;
- Jean Gautherin (1840-1890) ;
- Pierre Granet (1843-1910);
- Edmond Grasset (1852-1880) premier prix de Rome en sculpture en 1878 ;
- Émile Laporte ;
- François-Raoul Larche (1860-1912), second prix de Rome en 1886 ;
- Alfred-Adolphe-Édouard Lepère (1827-1904), élève en 1847, troisième prix de Rome en 1851, et premier prix de Rome en 1852 ;
- Claudius Marioton (1844-1919);
- Hubert Ponscarme (1827-1903) ;
- Pierre-Bernard Prouha (1822-1888) ;
- Albert Roze (1861-1952) ;
- Émile Soldi (1846-1906), prix de Rome en gravure de médailles en 1869 ;
- Jules Salmson (1823-1902) ;
- Gabriel-Jules Thomas (1824-1905).

## Honneur
Auguste Dumont est :
- Chevalier de l'ordre de Léopold (Belgique, 1851)[16].

### Iconographie
- Étienne Carjat, Portrait d'Auguste Dumont, photographie, Paris, musée d'Orsay.
- Gabriel-Jules Thomas, Buste d'Augustin Dumont, bronze, Pont-Audemer, musée Alfred-Canel.